# Oligodon
Oligodon är ett släkte av ormar. Oligodon ingår i familjen snokar.
Arterna är med en längd mellan 75 och 150 cm små till medelstora ormar med en tjock bål. Utbredningsområdet sträcker sig från Mellanöstern över Centralasien och Indien till Malackahalvön. Habitatet varierar beroende på art. Dessa ormar äter olika ryggradsdjur och ägg. Honor av de arter som är mer kända lägger ägg.
Individerna har en lite uppåtriktad nos och tänderna sitter längre bak i käkarna nära svalget. Bettet medför inga allvarliga besvär för människor. Släktmedlemmarna är beroende på art dag- eller nattaktiv.

## Dottertaxa tillOligodon, i alfabetisk ordning[1]
- Oligodon affinis
- Oligodon albocinctus
- Oligodon ancorus
- Oligodon annulifer
- Oligodon arnensis
- Oligodon barroni
- Oligodon bitorquatus
- Oligodon booliati
- Oligodon brevicauda
- Oligodon catenata
- Oligodon chinensis
- Oligodon cinereus
- Oligodon cruentatus
- Oligodon cyclurus
- Oligodon dorsalis
- Oligodon durheimi
- Oligodon eberhardti
- Oligodon erythrogaster
- Oligodon erythrorhachis
- Oligodon everetti
- Oligodon forbesi
- Oligodon formosanus
- Oligodon hamptoni
- Oligodon inornatus
- Oligodon jintakunei
- Oligodon joynsoni
- Oligodon juglandifer
- Oligodon kunmingensis
- Oligodon lacroixi
- Oligodon lungshenensis
- Oligodon macrurus
- Oligodon maculatus
- Oligodon mcdougalli
- Oligodon melaneus
- Oligodon melanozonatus
- Oligodon meyerinkii
- Oligodon modestum
- Oligodon mouhoti
- Oligodon multizonatus
- Oligodon nikhili
- Oligodon ningshaanensis
- Oligodon ocellatus
- Oligodon octolineatus
- Oligodon ornatus
- Oligodon perkinsi
- Oligodon petronellae
- Oligodon planiceps
- Oligodon praefrontalis
- Oligodon pulcherrimus
- Oligodon purpurascens
- Oligodon rhombifer
- Oligodon semicinctus
- Oligodon signatus
- Oligodon splendidus
- Oligodon subcarinatus
- Oligodon sublineatus
- Oligodon taeniatus
- Oligodon taeniolatus
- Oligodon templetoni
- Oligodon theobaldi
- Oligodon torquatus
- Oligodon travancoricus
- Oligodon trilineatus
- Oligodon unicolor
- Oligodon waandersi
- Oligodon venustus
- Oligodon vertebralis
- Oligodon woodmasoni